# Тютин, Александр Викторович
Александр Викторович Тютин (род. 25 ноября 1962, Подольск) — советский и российский актёр театра и кино, театральный режиссёр. Заслуженный артист России (2021).

## Биография
Александр Тютин родился 25 ноября 1962 года в подмосковном городе Подольске.
В 1978—1979 годах учился в Москве в физико-математической школе-интернате № 18 (сегодня: Специализированный учебно-научный центр — школа-интернат имени А. Н. Колмогорова) при МГУ (одногодичный поток).
Окончил музыкальную школу.
В 1983 году окончил Московский энергетический институт (МЭИ), получив специальность «инженер оптик-исследователь». Во время учёбы играл в студенческом театре МЭИ под руководством Л. Б. Герчикова. С 1987 года этот театр стал именоваться Московский театр «Игроки».
В 1985—1987 году служил в Советской армии, занимаясь радиообслуживанием самолётов.
Лауреат премии ФСБ в 2015 году за достойное воплощение на экране образов военных и офицеров разведки и органов ФСБ.
В 2018 году был награждён медалью «Участнику военной операции в Сирии» как один из представителей съёмочной группы фильма «Танки».

## Карьера
По состоянию на 2020 год сыграл более 150 ролей в кино и на телевидении. Среди них много ролей злодеев.
Дебютировал в кино в фильме «Однолюбы». Сыграл бизнесмена Игоря в картине Александра Хвана «Дюба-дюба», попавшей в основную программу Каннского кинофестиваля 1993 года. Через пять лет Хван пригласил актёра на главную роль в фильм «Дрянь хорошая, дрянь плохая», где актёр сыграл с Оксаной Фандерой.
В 2000 году сыграл роль Зондера в фильме «24 часа». Герой Тютина является профессиональным киллером. Его взрывают в его машине. Также в этом году вышла комедия «ДМБ» Романа Качанова с актёром, в ней он сыграл капитана. Также снялся в фильмах «Антикиллер», и его продолжении «Антикиллер Д.К.», где сыграл Калгана, вора в законе, ставшего позже бизнесменом. Также сыграл в фильмах «Параграф 78», «Адмирал».
Сыграл в фильме «Полицейская академия: миссия в Москве». Во французской ленте «Два нуля» появился в эпизодической роли в начале фильма.
В экранизации «Мастер и Маргарита» режиссёра Локшина сыграл председателя МАССОЛИТа Желдыбина.

### Телевидение
Сыграл одну из главных ролей в сериале «Баязет». Также появился в сериалах «Дорогая Маша Березина», «Близнецы», «Маргоша», где сыграл отца главного героя, Игоря Реброва, «Последний бронепоезд», «В круге первом».
Сыграл одну из главных ролей в сериале «Скорая помощь» с Гошей Куценко. Снялся во всех шести сезонах сериала.

### Театр
B 1992 году окончил режиссёрский факультет Щукинского училища (мастерская M. Р. Tep-Захаровой).
С 1987 по 1995 года входит в труппу театра «Игроки», играет в спектаклях, выступает в качестве режиссёра-постановщика. Играет в антрепризах.
С 2015 года является актёром Московского губернского театра. Сыграл в спектаклях Сергея Безрукова «Высоцкий. Рождение легенды» и «Вишневый сад», где сыграл Гаева.

## Творчество

### Роли в театре
- «Черта» — Аркаль («Фабрика театральных событий» М. Горевого)
- «Путём взаимной переписки» — Иван Алтынник (также сорежиссёр)

### Роли в кино
| Год       |   | Название                                                                    | Роль                                                                                 |
| --------- | - | --------------------------------------------------------------------------- | ------------------------------------------------------------------------------------ |
| 1982      | ф | Однолюбы                                                                    | парень с гитарой                                                                     |
| 1983      | ф | Шёл четвертый год войны                                                     | немец                                                                                |
| 1991      | ф | За день до                                                                  | сотрудник лаборатории                                                                |
| 1992      | ф | Дюба-дюба                                                                   | Игорь                                                                                |
| 1994      | ф | Полицейская академия 7: Миссия в Москве / Police Academy: Mission to Moscow | Борис                                                                                |
| 1997      | ф | Святой / The Saint                                                          | русский полковник                                                                    |
| 1997      | ф | Новогодняя история                                                          | Майкл Вудкок, агент секретного подразделения                                         |
| 1998      | ф | Дрянь хорошая, дрянь плохая                                                 | Алексей                                                                              |
| 1999      | ф | Умирать легко                                                               | Игорь                                                                                |
| 1999—2000 | с | Каменская                                                                   | Уздечкин                                                                             |
| 2000      | ф | 24 часа                                                                     | Зондер                                                                               |
| 2000—2001 | с | Дальнобойщики                                                               | Герасимов                                                                            |
| 2000      | ф | ДМБ                                                                         | капитан ВВС, сопровождающий генерала-ветерана                                        |
| 2000      | с | Марш Турецкого                                                              | Василий Кузьмин                                                                      |
| 2000—2001 | с | Чёрная комната                                                              | Имя персонажа не указано                                                             |
| 2001      | с | Кобра                                                                       | Владимир Ельцов                                                                      |
| 2001      | с | Клетка                                                                      | председатель врачебной комиссии                                                      |
| 2001      | с | Нина                                                                        | генерал Бессонов                                                                     |
| 2001      | ф | Фаталисты                                                                   | секретарь посольства                                                                 |
| 2001      | с | Люди и тени. Секреты кукольного театра                                      | директор ФСНП                                                                        |
| 2002      | ф | Антикиллер                                                                  | «Калган»                                                                             |
| 2002      | ф | Джокеръ                                                                     | снимался                                                                             |
| 2002      | с | Next 2                                                                      | Николай, водитель                                                                    |
| 2002      | с | Дронго                                                                      | Шаров                                                                                |
| 2002      | с | За кулисами                                                                 | Колян                                                                                |
| 2003      | с | Адвокат                                                                     | Вадим, ревнивый муж Инны                                                             |
| 2003      | ф | Зачем тебе алиби?                                                           | психоаналитик                                                                        |
| 2003      | с | Баязет                                                                      | Штоквиц                                                                              |
| 2003      | с | Оперативный псевдоним                                                       | Смольский, авторитет                                                                 |
| 2003      | с | Инструктор                                                                  | Горобов                                                                              |
| 2003      | с | Стилет 2                                                                    | олигарх Борис Огарков                                                                |
| 2003      | с | Моя Пречистенка                                                             | Ленин                                                                                |
| 2004      | ф | Близнецы                                                                    | Семакин                                                                              |
| 2004      | ф | Весьегонская волчица                                                        | Семён                                                                                |
| 2004      | с | Джек-пот для Золушки                                                        | начальник Жени                                                                       |
| 2004      | с | Красная капелла                                                             | высокопоставленный офицер-разведчик в Москве                                         |
| 2004      | с | Звездочёт                                                                   | Сергей Анатольевич Шевцов, директор СВР                                              |
| 2004      | с | Дорогая Маша Березина                                                       | Александр Круглов, преуспевающий бизнесмен и политик, муж Кати                       |
| 2004      | ф | Игра на выбывание                                                           | Золотницкий                                                                          |
| 2004      | ф | Странствия и невероятные приключения одной любви                            | Андрей                                                                               |
| 2005      | с | Верёвка из песка                                                            | Лапин                                                                                |
| 2005      | с | Неотложка 2                                                                 | Константин Ушаков, врач бригады                                                      |
| 2005      | ф | Зеркальные войны                                                            | Имя персонажа не указано                                                             |
| 2005      | с | Алька                                                                       | Пётр, отец Лёни, генерал                                                             |
| 2005      | ф | Дети Ванюхина                                                               | Штосек, немецкий бизнесмен                                                           |
| 2005      | с | Есенин                                                                      | Семагин                                                                              |
| 2005      | с | Александровский сад                                                         | Трошин                                                                               |
| 2005      | с | КГБ в смокинге                                                              | майор Щерба                                                                          |
| 2005      | с | Охота на изюбря                                                             | следователь Алтыньев                                                                 |
| 2005      | с | Охота на асфальте                                                           | генерал милиции                                                                      |
| 2005      | с | Умножающий печаль                                                           | киллер Глеб                                                                          |
| 2005      | с | Тайная стража                                                               | «Стоматолог», криминальный авторитет                                                 |
| 2005      | с | Эшелон                                                                      | Воронихин                                                                            |
| 2006      | с | Билет в гарем                                                               | Абу Джамал                                                                           |
| 2006      | ф | Мой ласковый и нежный мент                                                  | Надымов                                                                              |
| 2006      | с | Евлампия Романова. Следствие ведёт дилетант 3                               | Богдан Шевцов                                                                        |
| 2006      | с | В круге первом                                                              | полковник Яконов                                                                     |
| 2006      | ф | Марфа и её щенки                                                            | снимался                                                                             |
| 2006      | ф | Очарование зла                                                              | Сергей Третьяков                                                                     |
| 2006      | с | Последний бронепоезд                                                        | комкор Мальцев                                                                       |
| 2006      | с | Русский перевод                                                             | полковник Николай Васильевич Царьков                                                 |
| 2006      | с | Тюрьма особого назначения                                                   | Богомолов («Банкир»), осуждённый                                                     |
| 2006—2007 | с | Моя причистенка                                                             | Ленин                                                                                |
| 2006      | ф | Последняя исповедь                                                          | немецкий офицер Ренатус                                                              |
| 2006      | с | Угон                                                                        | Юрий Николаевич Зорин, полковник                                                     |
| 2007      | ф | Все должны умереть                                                          | Алексеев                                                                             |
| 2007      | ф | Два нуля (Франция)                                                          | начальник охраны                                                                     |
| 2007      | ф | На мосту                                                                    | Вадим Семёнов, продюсер                                                              |
| 2007      | ф | Параграф 78                                                                 | генерал                                                                              |
| 2007      | ф | Марфа и её щенки 2                                                          | снимался                                                                             |
| 2007      | ф | Поцелуи падших ангелов                                                      | Аркадий, бывший друг Алёны                                                           |
| 2007—2009 | с | Папины дочки                                                                | преподаватель по ядерной физике в МГТУ имени Баумана (151, 152, 155, 161, 164 серии) |
| 2007      | с | Секунда до…                                                                 | Архангел Михаил                                                                      |
| 2007      | с | Диверсант. Конец войны                                                      | главврач                                                                             |
| 2007      | ф | Код апокалипсиса                                                            | Николай Петрович, директор ФСБ                                                       |
| 2008      | с | Мины в фарватере                                                            | Харчевский, начальник штаба дивизии                                                  |
| 2008      | ф | Всё могут короли                                                            | генерал-майор Свистунов                                                              |
| 2008      | с | Рыжая                                                                       | Андрей Бузычёв, отец Виктории Бузычёвой                                              |
| 2008      | ф | Второе дыхание                                                              | генерал-майор Королёв                                                                |
| 2008      | с | Жаркий лёд                                                                  | тренер Михаил Ильич Громов                                                           |
| 2008      | с | Хорошие парни                                                               | прокурор Пётр Зинчук                                                                 |
| 2008      | ф | Дедушка в подарок                                                           | Штыркин, профессор                                                                   |
| 2008      | ф | Провинциалка                                                                | Юрий Ладов                                                                           |
| 2008      | ф | Адмиралъ                                                                    | Сергей Зефиров                                                                       |
| 2007—2008 | с | Гаишники                                                                    | Георгий Борисович Каргин, «Чекист», полковник милиции                                |
| 2008      | с | Маргоша                                                                     | Семён Ребров, отец Игоря Реброва                                                     |
| 2009      | ф | Антикиллер Д.К: Любовь без памяти                                           | «Калган»                                                                             |
| 2009      | с | Город соблазнов                                                             | продюсер                                                                             |
| 2009      | с | Десантура                                                                   | подполковник                                                                         |
| 2009      | с | История лётчика                                                             | Виктор Марков                                                                        |
| 2009      | ф | Приказано уничтожить! Операция: «Китайская шкатулка»                        | генерал Вадис                                                                        |
| 2009      | ф | Смертельная схватка                                                         | генерал-майор Андрей Жаров                                                           |
| 2009      | с | Адмиралъ                                                                    | Сергей Зефиров                                                                       |
| 2010      | с | Брат за брата                                                               | Волков, полковник управления собственной безопасности                                |
| 2010      | с | Анжелика                                                                    | Геннадий                                                                             |
| 2010      | с | Журов 2 (фильм № 8 «Розовый заяц», серии 15-16)                             | Евгений Рудольфович Зимин, продюсер певицы Дины Булатниковой                         |
| 2010      | с | Стройбатя                                                                   | майор Анатолий Борисович Герасимов                                                   |
| 2010      | с | Робинзон                                                                    | Олег Нестеров                                                                        |
| 2010      | с | Вендетта по-русски                                                          | Константин Олейник                                                                   |
| 2011      | с | Жуков                                                                       | генерал Телегин                                                                      |
| 2011      | с | «Алиби» на двоих                                                            | Олег Борисович Киреев, пластический хирург (фильм 9-й «Наследница»)                  |
| 2011      | с | Только ты                                                                   | Сергей Беглов                                                                        |
| 2011      | с | Контригра                                                                   | генерал Руденко                                                                      |
| 2011      | ф | Счастье есть                                                                | Кирилл                                                                               |
| 2011      | ф | Загадка для Веры                                                            | Сергей Чистяков                                                                      |
| 2012      | ф | Белый мавр, или Интимные истории о моих соседях                             | Эрик                                                                                 |
| 2012      | с | Страна 03                                                                   | Сергей Константинович Конев, замминистра здравоохранения                             |
| 2012      | с | Выхожу тебя искать 2                                                        | Олег Васильевич Борматов, владелец сети автосалонов, отец Нади                       |
| 2012      | ф | Куклы                                                                       | Анатолий                                                                             |
| 2012      | с | Человек ниоткуда                                                            | Валерий Потапов                                                                      |
| 2012—2013 | с | Дельта                                                                      | Дмитрий Юрьевич Живагин, икорный барон                                               |
| 2013      | с | Мама-детектив (десятая серия)                                               | Сергей Иванович Филимонов, олигарх                                                   |
| 2013—2018 | с | Молодёжка                                                                   | Борис Геннадьевич, директор баскетбольного клуба                                     |
| 2013      | ф | Жених                                                                       | Густав                                                                               |
| 2013      | ф | Даша                                                                        | Богданов                                                                             |
| 2013      | с | Тихая охота                                                                 | Айвар Иварович Бейтикс, полковник полиции                                            |
| 2013      | с | Нюхач                                                                       | Александр Юрьевич Тропинин, заместитель министра культуры РФ                         |
| 2013      | ф | Вопреки всему                                                               | Борис Сергеевич Тихонов                                                              |
| 2014      | с | Косатка                                                                     | Сергей Сергеевич Нефёдов, «бизнесмен с обширным криминальным прошлым»                |
| 2014      | с | Соблазн                                                                     | Серов                                                                                |
| 2014      | с | С чего начинается Родина                                                    | Виктор Фёдорович Лучко, замначальника управления КГБ                                 |
| 2015      | с | Ералаш                                                                      | врач                                                                                 |
| 2015      | с | Людмила Гурченко                                                            | Сергей Аполлинариевич Герасимов, режиссёр                                            |
| 2015      | с | Королева красоты                                                            | Сергей Львович Крутский, отец Феликса                                                |
| 2015      | с | Временно недоступен                                                         | Виталий Марусов                                                                      |
| 2016      | с | Провокатор                                                                  | Сергей Васильевич Зарубин, председатель тендерной комиссии                           |
| 2016      | ф | Танцы насмерть                                                              | распорядитель                                                                        |
| 2016—2017 | с | Лесник. Своя земля                                                          | Александр Александрович Островский (Рафинад), криминальный авторитет                 |
| 2017      | с | Завещание принцессы                                                         | Торренс                                                                              |
| 2017      | ф | Максимальный удар                                                           | криминальный босс                                                                    |
| 2017      | с | Трасса смерти                                                               | Алексей Николаевич Щербов, заместитель губернатора                                   |
| 2017      | ф | Шрам                                                                        | снимался                                                                             |
| 2017      | с | Чисто московские убийства                                                   | Владислав                                                                            |
| 2017      | ф | Две жены                                                                    | Москвин, адвокат                                                                     |
| 2017      | с | Оперетта капитана Крутова                                                   | Леонид Сергеевич Ганаев, криминальный бизнесмен                                      |
| 2018      | ф | Танки                                                                       | Григорий Кулик                                                                       |
| 2018      | ф | Седьмой гость                                                               | Зотов                                                                                |
| 2018      | ф | Заповедник                                                                  | продюсер                                                                             |
| 2018      | с | Гранд                                                                       | Василий Семёнович, ректор университета АГУТиС / Игорь Семёнович, его брат-близнец    |
| 2018      | с | Скорая помощь                                                               | Ломагин                                                                              |
| 2019      | с | Скорая помощь 2                                                             | Ломагин                                                                              |
| 2019      | с | Поселенцы                                                                   | Василий Иванович Григорьев, подполковник ФСИН, начальник колонии концерна «Горизонт» |
| 2019      | с | Скажи что-нибудь хорошее                                                    | Олег Николаевич, замглавы                                                            |
| 2019      | с | Я всё тебе докажу                                                           | генерал                                                                              |
| 2020      | ф | Одноклассники смерти                                                        | Станислав Селезнёв                                                                   |
| 2020      | с | Ищейка 6                                                                    | Владислав Ковальчук                                                                  |
| 2020      | ф | Need хелп                                                                   | Кораллов, депутат                                                                    |
| 2020      | ф | Крошка                                                                      | отец Алисы                                                                           |
| 2020      | с | Скорая помощь 3                                                             | Ломагин                                                                              |
| 2021      | с | По ту сторону смерти 2                                                      | Матвеев                                                                              |
| 2021      | ф | Крюк                                                                        | Имя персонажа не указано                                                             |
| 2021      | с | Бывших не бывает                                                            | Потапов                                                                              |
| 2021      | с | Скорая помощь 4                                                             | Ломагин                                                                              |
| 2022      | с | Скорая помощь 5                                                             | Ломагин                                                                              |
| 2022      | с | Спецбат                                                                     | Зиновий Макарович Кутузов, полковник                                                 |
| 2023      | с | Скорая помощь 6                                                             | Ломагин                                                                              |
| 2023      | с | В поисках призраков                                                         | Имя персонажа не указано                                                             |
| 2023      | с | Скрытые мотивы                                                              | Имя персонажа не указано                                                             |
| 2023      | ф | Пинчер                                                                      | Имя персонажа не указано                                                             |
| 2024      | с | Молот ведьм                                                                 | генерал                                                                              |
| 2025      | с | ВИА «Васильки»                                                              | Сергей Дружко                                                                        |

## Съёмки в клипах
«Кар-мэн» — «Лондон, гудбай»

### Озвучивание ролей
- 2005 — Мужской сезон. Бархатная революция
- 2008 — Пари — Серый (роль Сергея Чонишвили)
- 2015 — Безумный Макс: Дорога ярости — Несмертный Джо
- 2015 — Агенты А.Н.К.Л. — дядя Руди
- 2016 — Коллектор — Роман Петрович
- 2016 — Великолепная семёрка — Тёрнер